# باول الكسندر
باول الكسندر (بالإنجليزية: Paul Alexander)‏ هو رسام توضيحي أمريكي، ولد في 3 سبتمبر 1937 في ريتشموند في الولايات المتحدة.